# Pseudodiosaccopsis mesogeae
Pseudodiosaccopsis mesogeae är en kräftdjursart som beskrevs av Por 1964. Pseudodiosaccopsis mesogeae ingår i släktet Pseudodiosaccopsis och familjen Diosaccidae. Inga underarter finns listade i Catalogue of Life.